# 小牧ダム
小牧ダム（こまきダム）は、富山県砺波市庄川町小牧にある水力発電用のダム（重力式コンクリートダム）。庄川水系のダムで関西電力が管理している。

## 概要

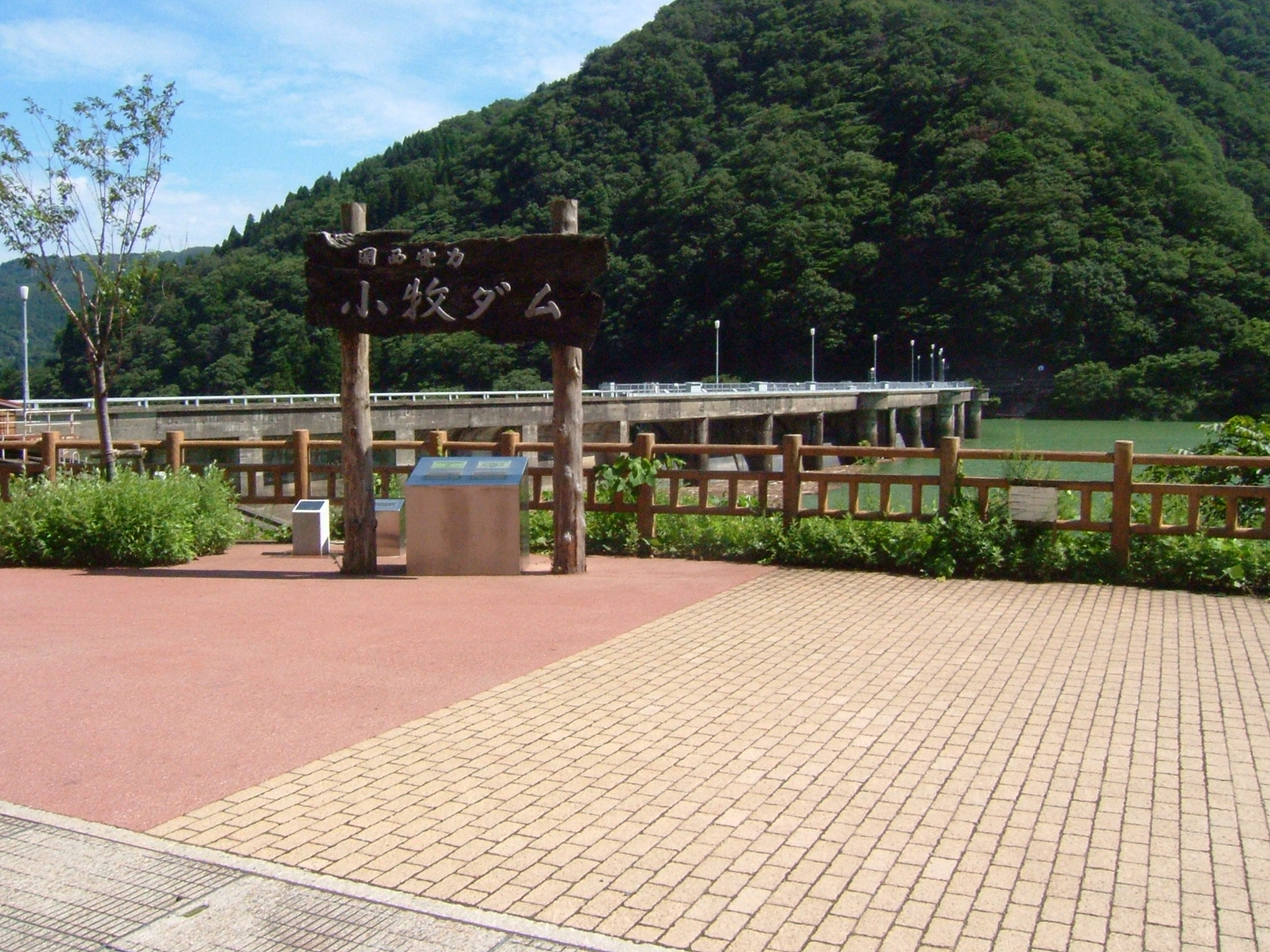
小牧ダムサイト

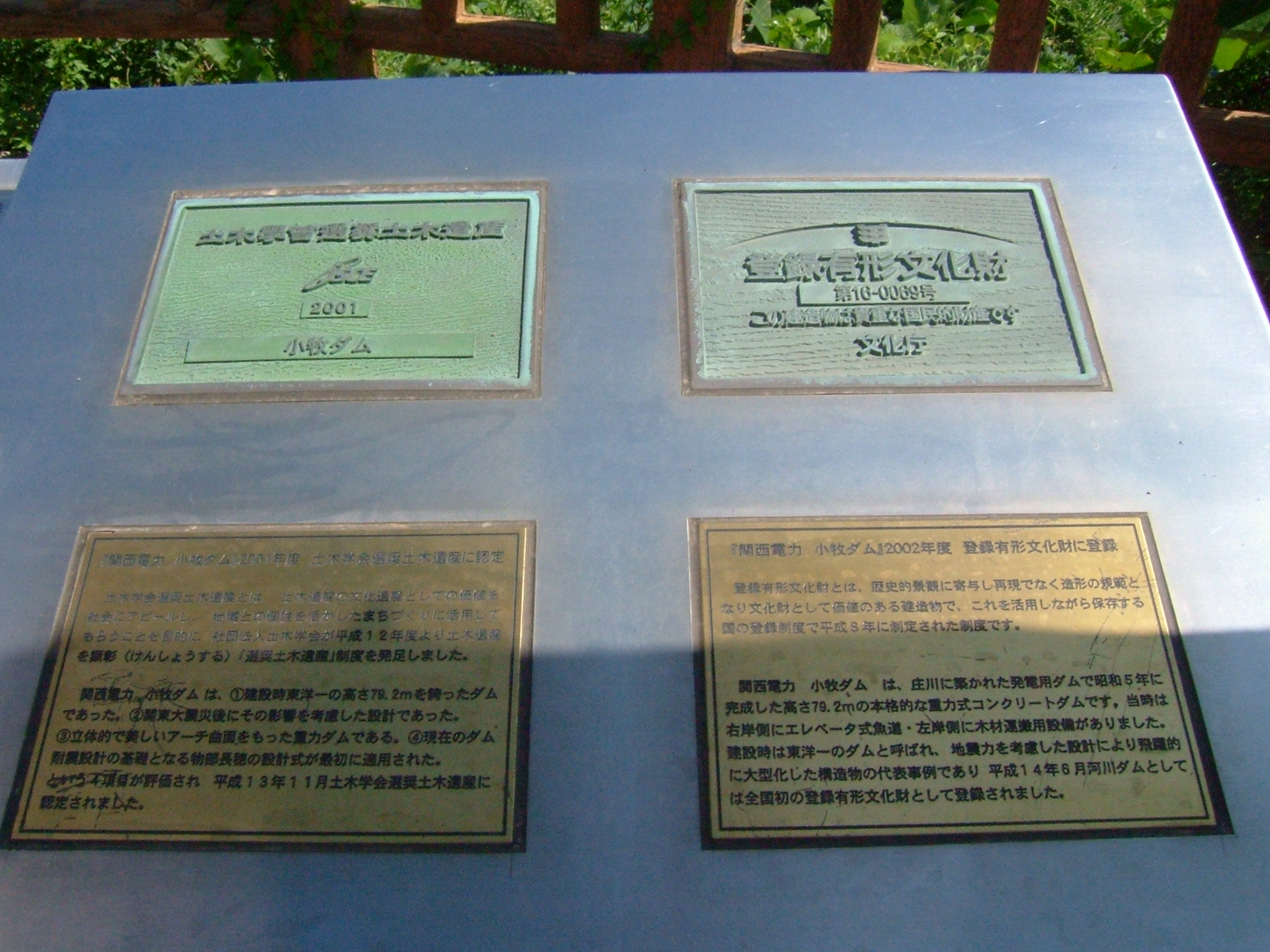
小牧ダムには登録有形文化財と土木学会選奨土木遺産の銘版が設けられている。

1925年に着工し、1930年に完成した重力式コンクリートダムで、完成当時は東洋一の高さを誇るダムであった。17か所のダムゲートを設けて、ダム右岸にはエレベーター式魚道、左岸には木材運搬用のコンベアが設けられている。
工学博士の物部長穂による「貯水用重力式堰堤の特性並びに其合理的設計方法」という耐震設計理論を初めて取り入れたダムで、後世のダム建設に大きく貢献したものである。
2001年には、土木学会の土木学会選奨土木遺産に認定、2002年には河川用ダムとしては初めて登録有形文化財に登録された。また、2007年には経済産業省の近代化産業遺産（近代化産業遺産群「中部電源」の庄川の水力発電産業遺産）の登録を受けている。
また、2023年より砺波市観光協会および庄川峡観光協同組合がダムの観光資源化や魅力発信の一環として食品熟成プロジェクトを関西電力に打診し、2024年以降、若鶴酒造と紺田糀・味噌醸造所が協力し、ダムの点検用通路にて純米吟醸とこうじみそを1年毎に貯蔵熟成している。
2023年よりダム左岸側下流にある広場が展望スペースが『小牧ダム下流広場 FreeDAMコマキ』として整備され、2025年4月16日、一般開放が始まった。開放期間は4 - 10月末の期間中、午前9時から午後5時までの開放となる。

## 建設経緯
富山県出身の実業家で浅野財閥創始者浅野総一郎は庄川での水力発電計画を発案し、太平洋側に電力供給するという当時としては大規模な構想を描いていた。1916年、富山県に庄川水系の水利権利用を申請した。大規模なダムを建設し、水力発電所を設けるものであった。1919年1月に水利権を取得し、1919年9月10日に庄川水力電気（資本金1,000万円）を設立する。当時、日本のダム建設技術は未熟性な側面があり、小牧ダムの設計はアメリカのストーン・エンド・ウェブスター社に依頼して行われた。その後、幾度かの計画変更を経て、現在の小牧付近にダムが建設されることとなった。小牧付近にダムが建設されたのは、河川が曲がりくねっていて、ダム建設には安全で有利であるという理由である。
1922年にダム建設が認可されたが、ダム建設前の庄川では上流部で伐採された木材を下流部へ送るのが主流であった（流木）。庄川流域の木材業者は庄川を通して木材が送れなくなる可能性がありダムの建設には強く反対していた。そのため、木材業者の経営を保護する観点から、木材運搬用の施設および魚道をダムに取り付ける設計変更が行われ、1925年に小牧ダムはようやく着工された。
庄川水力電気は小牧ダムの建設が容易に進まなかったことや関東大震災の影響もあり資金不足で経営難に陥る。1925年に日本電力（関西電力の前身）の子会社となり、小牧ダム建設は日本電力主導で進められた。

## 庄川流木争議
小牧ダムの建設が開始されてから、庄川流域の有力な木材業者「飛州木材」は1925年、木材流送ができなくなるとして小牧ダムの建設中止を求める仮処分申請を行う。後に電力側と飛州木材側が衝突する庄川流木争議（しょうがわりゅうぼくそうぎ）という騒動の発端でもあった。1926年5月、飛州木材は富山県知事を被告として行政裁判所にダム建設の認可取消の訴えを提起する。また、庄川上流の岐阜県の3村（荘川村、清見村、白川村）も訴訟に加わる（1929年）。1930年に小牧ダムが完成するが、飛州木材はダム堪水が始まる前の4月22日、大阪地方裁判所に湛水禁止の仮処分申請を行い、即日決定した。内容は飛州木材側が30万円の保証金供託を条件にダム工事禁止を認めるものであった。
この決定により、小牧ダムの堪水が出来なくなることで不利になる庄川水力電気側は、この仮処分を覆そうと1930年5月1日に仮処分決定取消の訴えを提起する。大阪地方裁判所による実地検証が行われ、7月10日に飛州木材側の仮処分が取り消された。以後、庄川上流部の流木は庄川水力電気側の負担で行われた。1930年10月21日にダム堪水が開始され11月21日より水力発電が開始された。
敗訴した飛州木材側は、小牧ダムの木材運搬用施設が有効なものでないとして、計画量を超える流木を流し始める。このことにより、ダム湖内に大量の流木が滞留し、木材が送れなくなり下流域の木材業者は死活問題となる。
1933年1月28日に、庄川水力電気側と飛州木材側が衝突し多数の負傷者が出てしまうが、やがて形勢は庄川水力電気側へ有利に働くことになる。相次ぐ訴訟で飛州木材の経営が悪化し、下流域住民は小牧ダムによる水量調整を求める声が強くなりつつあった。そして、1933年8月12日に日本電力、庄川水力発電、神岡水力発電（北陸電力の前身）が飛州木材への経営参画などを柱とする内務省和解案を受け入れて長年にわたって続いた騒動は終結した。
庄川流木争議においては様々な人物が題材として記している。主なものとして、高見順の短編小説『流木』（1937年）、三島由紀夫の短編小説『山の魂』（1955年）、山田和のノンフィクション『瀑流』（2002年）などがある。

## ダム建設の産物
養魚場整備
- 漁業補償により、1932年に「庄川養魚場」が開設された。鮭や鱒の人工ふ化事業や稚魚放流が行われている。

陸上交通網の整備
- 美濃白鳥から鳩ヶ谷（白川村）にかけての道路整備が庄川水力発電および日本電力の費用負担で行われた。費用が100万円で整備されたことから「百万円道路」と呼ばれた。現在の国道156号の前身道路である。

新たな観光地の創出
- 庄川峡が新しくダム湖に生まれたことにより、遊覧船観光が新たな観光地となった[6]。

鉄道整備
- 小牧ダムの建設では同時に資材運搬用の鉄道が建設され[6]、ダム完成後は観光鉄道として運用された（1931年4月3日開業）。ダム湖と青島町駅（加越能鉄道加越線）を結んでいたが、休日以外は不採算路線で木材輸送も減少したこともあり、1939年10月8日に廃止された。

大牧温泉
- 小牧ダムの建設で庄川沿いにあった大牧温泉が水没した。温泉はダム湖畔まで引湯して営業を続けたが、温泉まで往来することができなくなり、現在ダム湖上を運行する遊覧船を利用する必要がある。

紡績工場の誘致
- 旧庄川町や旧井波町でダム建設の反対の声が挙がっていたため、電力会社側が補償金では無く町に紡績工場を誘致する提案をした。これにより富山紡績（後に呉羽紡績、さらに現在の東洋紡へ合併）の井波工場が設置された[9]。

## 周辺交通
庄川遊覧船

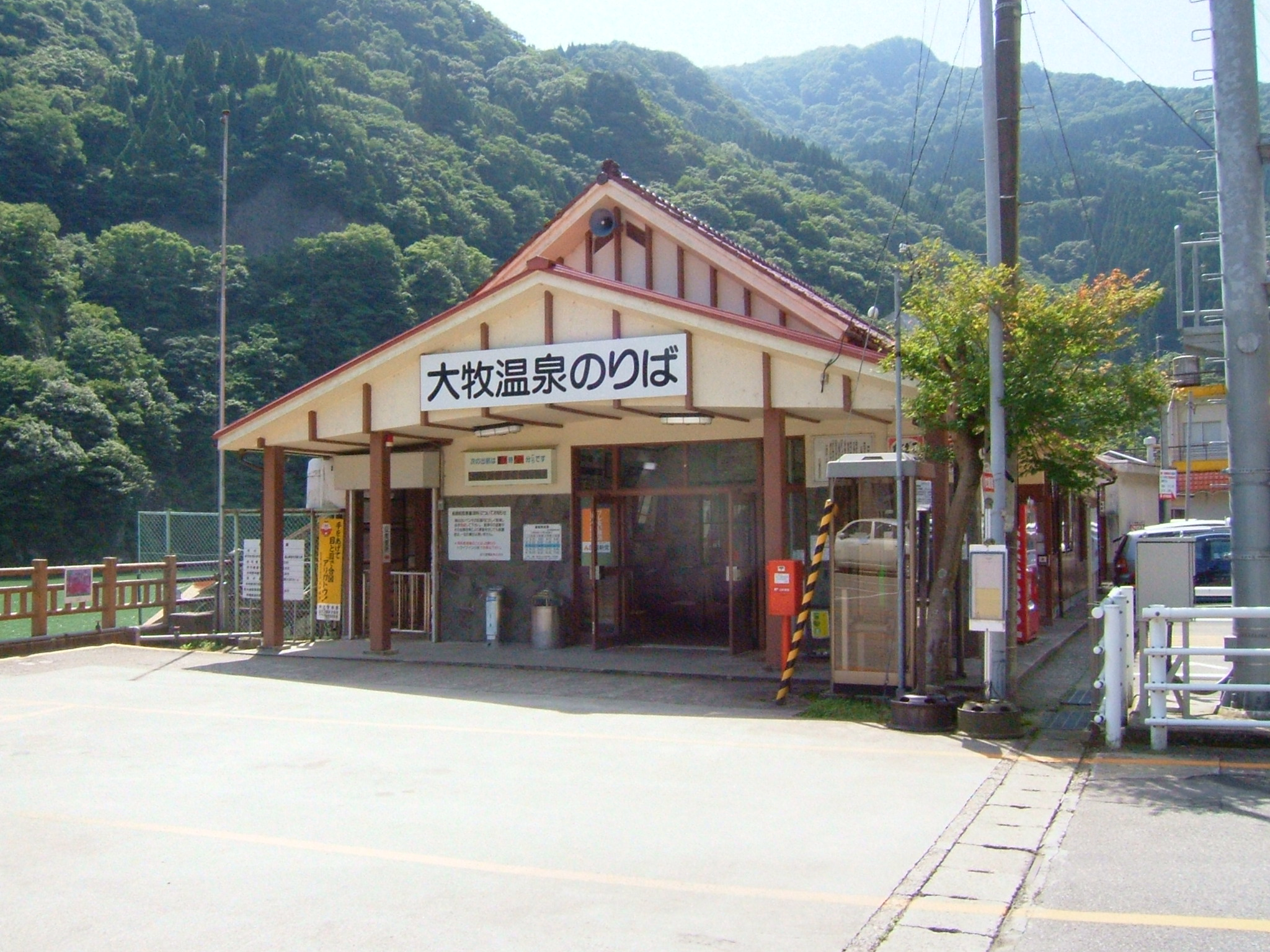
小牧堰堤バス停と大牧温泉への遊覧船乗り場

小牧ダムには、庄川遊覧船が運航する大牧温泉行きの遊覧船乗り場がある。国道156号が五箇山方面に整備されていない頃には、冬季の重要な交通路として活用されていた。現在、大牧温泉を周回する「大牧温泉コース」（大牧温泉利用者以外は下船不可）と、長崎橋を周回する短時間の「長崎橋周遊コース」の2コースが運航されている。
庄川遊覧船は、トナミ運輸（当時、現在のトナミホールディングス）子会社の砺波観光が関西電力の庄川船舶事業を譲り受け、2008年4月1日に設立。2009年から訪日外国人旅行者の誘客を推進しており、2017年には外国人の乗客が初めて1万人を突破した。
加越能バス
遊覧船乗り場そばには、加越能バスの「小牧堰堤」バス停があり、高岡駅前方面に1日4往復発着している（ダイヤは加越能バス公式サイト 路線バス時刻表を参照）。

## 小牧発電所

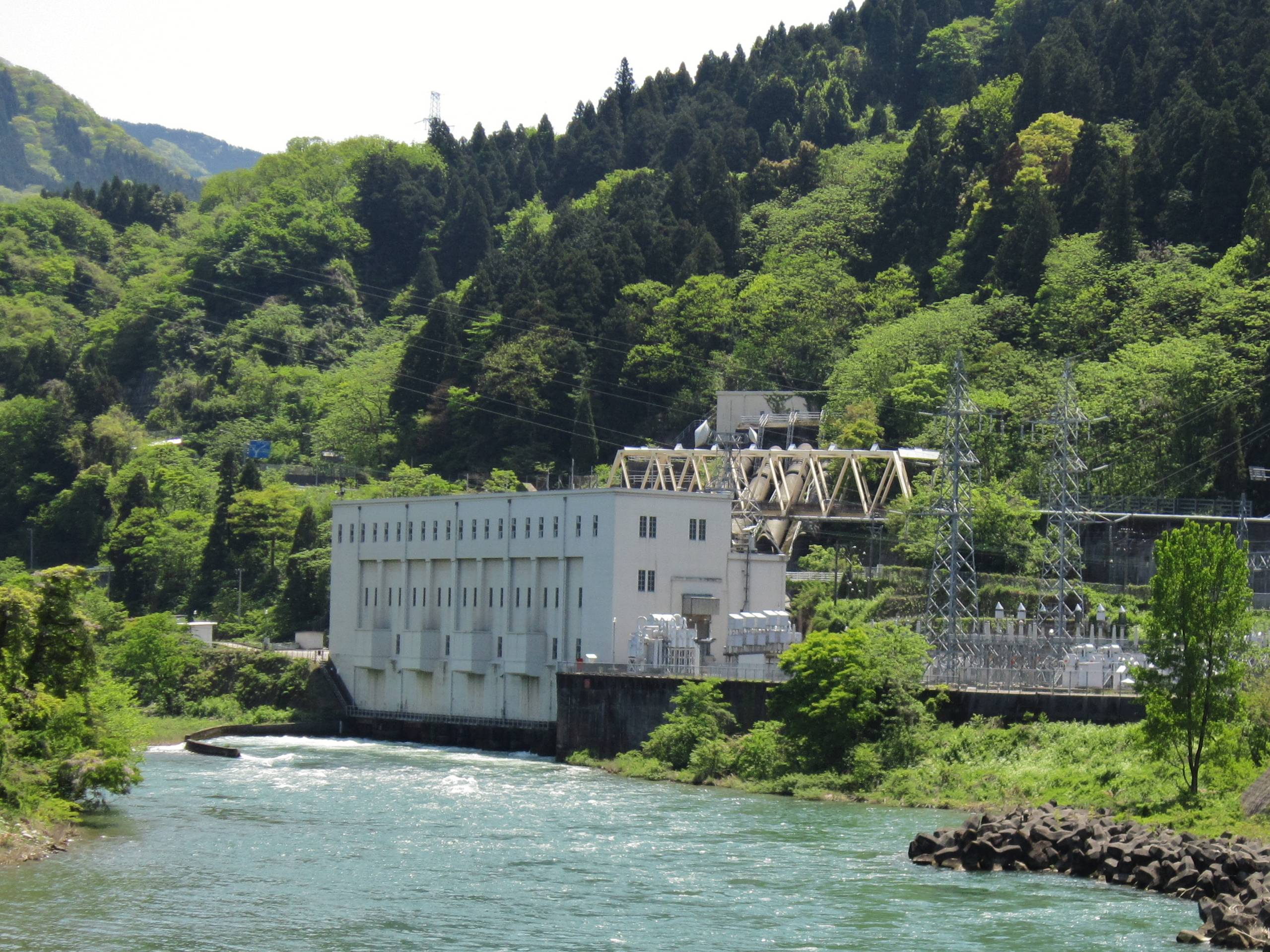
小牧発電所

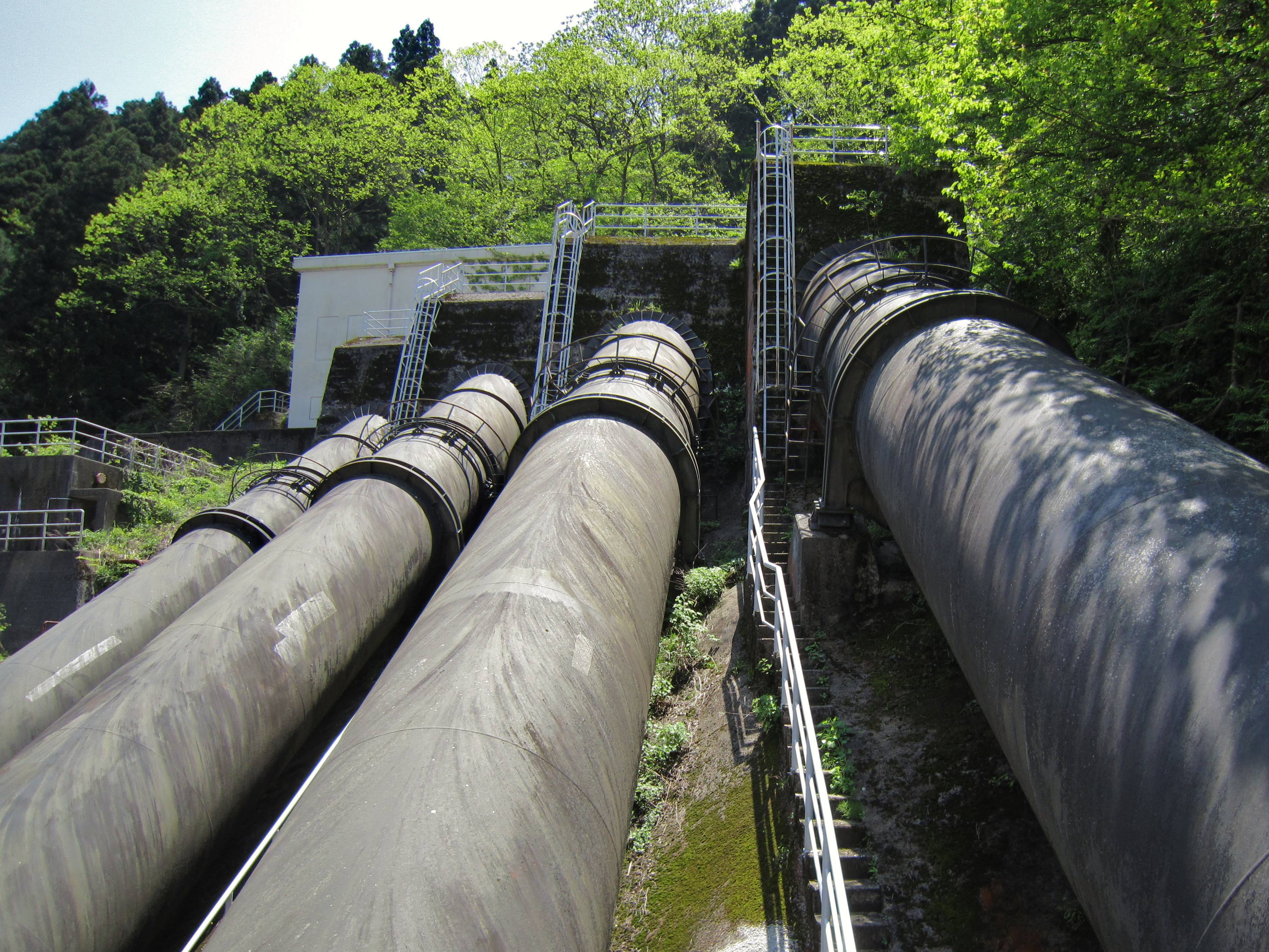
小牧発電所の水圧鉄管

- 1930年4月19日に政府の許可を受けて[12]、同年11月12日に発電を開始したダム水路式の水力発電所で、小牧ダム周辺の発電所を管理する「小牧制御所」が隣接している。
  - 認可出力 - 72,000kW
  - 常時出力 - 32,100kW
  - 有効落差 - 70.3m（最大）
  - 発電用水車 - フランシス水車（容量：21,630kW X 4）
  - 水車発電機 - 容量：20,000kvA